# Gothic (videogioco)
Gothic è un videogioco creato dalla Piranha Bytes e pubblicato nel 2001. Il gioco presenta un gameplay a metà strada tra il videogioco di ruolo e il videogioco d'azione o d'avventura. Come nei titoli successivi della serie è presente un "mondo", costituito da spazi molto vasti da esplorare liberamente, e una moltitudine di PnG con cui interagire.

## Trama
Per la sua guerra senza speranze contro gli orchi, Re Rhobar II ha bisogno di metallo magico per forgiare le armi dei suoi guerrieri, e questo metallo particolare si trova solo nelle miniere dell'isola di Khorinis.
Per accelerare l'estrazione della preziosa materia prima, chiunque commetta un minimo crimine viene gettato nella colonia di prigionia e costretto ai lavori forzati nelle miniere.
Un gruppo di tredici maghi, guidati dal potente Xardas, viene incaricato di creare una barriera magica che circondi la colonia come una cupola ed impedisca la fuga dei prigionieri. I tredici maghi del gruppo cominciano il rituale con le loro cinque pietre focali, ma qualcosa non va secondo i piani, per cui la cupola si espande ben oltre la dimensione voluta imprigionando al suo interno gli stessi maghi. I detenuti sfruttano la situazione per sopraffare le guardie e prendere il controllo della vallata. I prigionieri più forti entrano così in possesso della produzione del prezioso minerale, si autoproclamano "Baroni delle Miniere" e costringono il re a barattare con loro fornendogli tutto ciò che chiedono in cambio del metallo magico.
Non tutti i prigionieri intendono sottostare ai Baroni, capeggiati dal possente Gomez, quindi diversi di loro lasciano il primo insediamento chiamato il "Campo Vecchio" per fondarne altri due, il "Campo Nuovo" ed il "Campo Palude". Anche i maghi rimasti intrappolati si dividono: I maghi del Fuoco a Campo Vecchio, i maghi dell'Acqua a Campo Nuovo, mentre Xardas si ritira ad una vita da eremita facendo perdere ogni traccia di sé.
I membri del Campo Nuovo intendono mettere da parte più metallo magico possibile ed utilizzarlo per causare un'esplosione magica e far saltare la barriera, con l'aiuto dei maghi dell'Acqua.
I membri del Campo Palude fondano una setta tribale e pregano il Dormiente, una misteriosa creatura che poi si scoprirà avere un ruolo fondamentale nel gioco, supplicandolo di liberarli dalla prigionia.
Il protagonista è l'ultimo detenuto in ordine di tempo mandato alla colonia: egli si prefigge lo scopo di fuggire dalla valle, ma per farlo dovrà svolgere una serie di compiti che culmineranno con la sconfitta del Dormiente, cosa che farà finalmente crollare la barriera magica.
Per giungere al finale tuttavia, il giocatore potrà scegliere a quale dei tre campi affiliarsi, il che comporta alcune variazioni nello svolgersi della trama, che comunque ha un finale ben definito indipendentemente dal Campo scelto.
I membri di ogni campo sono suddivisi in ranghi più o meno importanti, e durante il gioco il protagonista potrà guadagnarsi la fiducia dei capi del Campo svolgendo incarichi per conto loro, e quindi salire di rango ottenendo equipaggiamento sempre migliore e diversi privilegi.
Xardas sarà, a partire da un certo punto del gioco, il mentore dell'eroe senza nome, consigliandolo e affidandogli le missioni finali del gioco; lo invierà nella città sotterranea degli orchi per poi sconfiggere il Dormiente.

## Modalità di gioco
Gothic è un gioco di ruolo 3D con molta libertà di movimento e con grandi spazi di gioco. È possibile incontrare dei nemici, quali Saprofaghi, Ratti talpa, Mostri d'ombra, scheletri non-morti, orchi, zombi e ogni genere di mostri; per difendersi da questi animali selvaggi ma anche per difendersi dagli altri "umani" del gioco i programmatori hanno ovviamente inventato delle armi. Su Gothic è presente ogni genere di armi (sempre in relazione al periodo storico in cui è ambientato), dalle spade sia a due che ad una sola mano, dagli archi alle balestre, fino ad arrivare alla magia con palle di fuoco, fulmini, e anche trasformazioni nei mostri sopra citati. Nel campo difensivo all'interno del gioco vi sono anche delle armature che si ottengono principalmente completando delle missioni oppure aumentando di rango all'interno del campo di appartenenza. All'interno del gioco però i combattimenti e le armi non sono tutto, infatti si possono svolgere delle piccole missioni su commissione dagli altri personaggi del gioco; le armi e gli altri oggetti utili all'interno del gioco possono essere comprati da mercanti ambulanti, l'acquisto avviene tramite baratto oppure tramite la moneta del gioco, i pezzi di metallo. All'inizio del gioco il nostro giocatore, l'eroe senza nome, avrà degli attributi di base che potranno essere poi incrementati accumulando punti esperienza che si ottengono uccidendo gli animali selvaggi o gli altri personaggi del gioco, con i punti esperienza potranno essere anche apprese nuove abilità come, per esempio: le acrobazie, il borseggio e la capacità di forzare le serrature; dall'uccisione degli animali non ne deriveranno solo punti esperienza ma anche degli oggetti che potranno essere "estratti" dagli animali come, per esempio: la loro pelliccia, i denti, la loro carne, le unghie e per alcuni animali anche la lingua o il corno.

## Motore grafico
La Piranha Bytes lavorò più di quattro anni per  sviluppare l'avanzata tecnologia di Gothic. Il motore grafico fu interamente sviluppato dalla Piranha Bytes, le modifiche effettuate in seguito furono poi utilizzate nel seguente capitolo della saga, Gothic II. Il nome affibbiato al nuovo motore grafico è ZenGin, che deriva dall'estensione dei file utilizzati (*.zen).

## Impatto con la critica
La sua uscita è datata al 2001, e a detta di molti giornali specializzati è stato il miglior gioco di ruolo 3D di quell'anno, titolo guadagnato grazie a una libertà d'azione molto ampia e una trama molto coinvolgente.

## Versioni e distribuzione
La prima versione di Gothic è datata il 15 marzo 2001 in Germania, Austria e Svizzera, distribuito dalla Egmond Interactive. Nel Nord America il gioco fu invece distribuito dalla Xicat Interactive Inc. a partire dal 23 novembre 2001. Nel febbraio del 2006 una nuova ripubblicazione fu annunciata dagli sviluppatori tedeschi; dopo la pubblicazione di questa versione fu sviluppata in lingua inglese una versione demo di Gothic contenente una parte del primo capitolo del gioco. In Germania e in altri paesi Gothic era disponibile anche in una Collector's Edition, compresi in questo pacchetto vi erano anche Gothic II e l'espansione Gothic II: La Notte del Corvo; un altro pacchetto fu in seguito sviluppato, il pacchetto Fan Edition, questo pacchetto includeva la mappa ufficiale della colonia insieme ad un gran numero di extra.

## Addon annullato
Nell'estate del 2001, a pochi mesi dall'uscita, i Piranha Bytes annunciarono un addon per Gothic. Gli sviluppatori stessi andarono a caccia di idee e suggerimenti nei forum online. La trama doveva focalizzarsi su Re Rhobar che si dirige nella Valle delle Miniere per assicurarsi personalmente del rifornimento di minerale. Tuttavia, quando l'editore Phenomedia fece bancarotta, i Piranha Bytes trovarono in JoWooD un nuovo partner commerciale, che invece decise di produrre direttamente un seguito: Gothic II.

## Personaggi
Il giocatore interpreta l'Eroe Senza Nome, che sarà protagonista anche dei successivi giochi della serie di Gothic, senza mai avere un nome.

### Xardas
Xardas è il tredicesimo mago che creò la Barriera Magica ed è il mentore del protagonista e sarà lui ad indirizzare l'eroe sulla strada giusta per distruggere la barriera. Xardas risiede in una torre in mezzo alla terra degli Orchi. Prima di diventare uno studioso della magia nera, Xardas era un mago del fuoco. Per arrivare alla sua torre il protagonista dovrà superare un enigma (piuttosto semplice). Sarà proprio Xardas a riportare in vita l'eroe dalle macerie del tempio del Dormiente all'inizio di Gothic II.

### Diego
Diego è una delle più importanti Ombre (Shadows) di Campo Vecchio. Sarà la prima persona amichevole che l'eroe incontrerà all'inizio del gioco. Egli gli descriverà la vita nella colonia e gli consiglierà di entrare a far parte di Campo Vecchio. Per tutto l'inizio del gioco sarà il "miglior amico" del protagonista. Risiede per la maggior parte del gioco a Campo Vecchio dove occupa una posizione di rilievo. Il suo arco (Arco di Diego) è un'arma speciale e l'unico esemplare è in possesso di Diego stesso. Non c'è modo di entrarne in possesso (visto che Diego, essendo un personaggio chiave della storia, non può essere né sconfitto in combattimento né tantomeno ucciso) se non inserendo un determinato codice nella console.
Diego è anche un insegnante e può mostrarti come aumentare la Forza e la Destrezza (fino ad un massimo di 100).

### Lester
Lester è uno dei più importanti novizi di Campo Palude. Lui ti aiuterà ad orientarti nel campo e in varie situazioni del gioco. Se decidi di appartenere alla Fratellanza del Dormiente, ti aiuterà ad ottenere il favore di un Baal.

### Gorn
Gorn è uno dei più importanti mercenari di Campo Nuovo, e ti aiuterà varie volte nel corso del gioco.

### Milten
Milten è il più giovane dei Maghi del Fuoco. Egli fornirà informazioni-chiave all'Eroe Senza Nome per il successivo svolgimento del gioco ed aiuterà l'eroe nel ritrovare la Pietra focalizzatrice sotto l'anello di pietra per i Maghi dell'Acqua. Milten sarà anche l'unico Mago del Fuoco che sopravviverà all'assassinio degli altri Maghi del fuoco da parte di Gomez.

### Gomez
Gomez è il più potente Barone delle Miniere e quindi Capo di Campo Vecchio, ed è l'uomo più potente di tutta la colonia.
Se decidi di unirti a Campo Vecchio dopo aver fatto le varie missioni devi parlare con lui e dimostrargli che vali, cosa non semplice.
Dopo il crollo della Vecchia Miniera per paura di perdere il suo potere, decide di invadere la Miniera Libera, ma i Maghi del circolo del Fuoco si oppongono, giudicando questa mossa avventata e vengono uccisi, tra cui il loro capo Corristo. L'unico a sopravvivere a questo massacro è Milten. Da questo punto fino alla fine del gioco Campo Vecchio rimarrà chiuso.
Verso la fine del gioco potrai ottenere una runa di teletrasporto che ti porterà al pentagono del tempio dei Maghi del circolo del Fuoco, e quindi dentro Campo Vecchio, e avrai l'opportunità di uccidere Gomez.

### Lee
Lee è il capo dei mercenari di Campo Nuovo, e ti insegnerà a combattere con le armi a due mani. Lee è un ex generale dell'esercito di Re Robhar II: prima di essere imprigionato fu incastrato per l'assassinio della moglie del Re e quindi fu rinchiuso ingiustamente nella barriera magica della Valle delle Miniere. Lee fin dal primo Gothic vuole vendicarsi dell'accaduto uccidendo il Re Rhobar.
Nota: Lee avrà l'occasione di uccidere il Re in Gothic III, qualora l'Eroe Senza Nome faccia determinate scelte di gioco.

### Personaggi minori
- Y'berion, Capo di Campo Palude.
- Cor Kalom, Guru maggiore di Campo Palude.
- Cor Angar, Templare influente di Campo Palude.
- Thorus, Capo delle guardie di Campo Vecchio.
- Saturas, Capo dei Maghi dell'Acqua.
- Il Dormiente, Divinità di Campo Palude, nemico finale.
- Ur-Shak, Orco sciamano che aiuta l'Eroe.
- Raven, Barone delle Miniere più importante dopo Gomez e suo braccio destro.
- Bartholo, Barone delle Miniere.
- Arto e Scar, Guardie del corpo di Gomez.
- Lares, Capo dei Ladri di Campo Nuovo.
- Corristo, Capo dei Maghi del Fuoco.
- Stone, Miglior fabbro di Campo Vecchio.
- Sly, Finger, Scatty (Ombre più influenti di Campo Vecchio).

## Mostri e creature
Nell'universo di Gothic vi sono innumerevoli mostri e creature di vario genere, da alcuni esseri somiglianti a dei piccoli dinosauri: i Saprofagi, i Laceratori, gli Sbranatori, a creature ben più grandi e aggressive come: orchi, troll, golem. Nel gioco vi sono inoltre creature come cani orco, degli esseri allevati dagli orchi dalla forma canina ma con una maggiore aggressività, scheletri, zombie e non-morti, creature non del tutto "morte" disseminate per tutto il mondo di Gothic. Inoltre vi sono anche arpie, demoni, lupi e i mostri d'ombra, creature massicce ricoperte da una folta pelliccia, molto veloci nella corsa, e molti altri esseri.

## Armi Speciali
Queste armi sono ottenibili solamente uccidendo alcuni personaggi del gioco.
- Spada di Whisler (Uccidere Whistler)
- Spada di Scar (Uccidere Scar)
- Spada di Arto (Uccidere Arto)
- Diritto di Raven (Uccidere Raven)
- Pugno di Paw (Uccidere Bartholo)
- Spada di Thorus (Uccidere Thorus)
- Ira di Innos (Uccidere Gomez)
- Spada di Kalom (Uccidere Cor Kalom)
- Vendetta di Gorn (Non si può avere a meno che non si ricorra a codici, perché Gorn non può essere ucciso)
- Ascia di Lares (Uccidere Lares)
- Ascia di Lee (Uccidere Lee)
- Ascia di Orik (Uccidere Orik)
- Ascia di Torlof (Uccidere Torlof)
- Ascia di Silas (Uccidere Silas)
- Mediatrice di Lester (Non si può avere a meno che non si ricorra a codici, perché Lester non può essere ucciso)
- Arco di Diego (Non si può avere a meno che non si ricorra a codici, perché Diego non può essere ucciso)
- Arco di Wolf (Uccidere Wolf)
- Mazza di Fortuno (Uccidere Fortuno)

## Requisiti minimi sistema
- Pentium II 400
- 128 MB di RAM
- 700 MB su Disco Fisso
- Scheda video 3D da 16 MB
- Windows 98, ME, 2000, XP

## Requisiti consigliati sistema
- Pentium III 600
- 192 MB di RAM
- Scheda Video 3D 32 MB
- Scheda Audio compatibile con DirectX
- 700 MB su Disco Fisso
- Windows 98, ME, 2000, XP
- Windows 95

## Curiosità
Nella versione tedesca del videogioco è possibile trasformare quello che sembra il patibolo di Campo Vecchio in un palco ove si esibiranno gli In Extremo, inserendo gli alter ego dei componenti del gruppo tramite cheat. La band eseguirà un concerto virtuale con un'unica canzone, Herr Mannelig, presentati da un mangiatore di fuoco e accompagnati da diversi spettatori.